# Fake Love (singel Smolastego)
Fake Love – singel polskiego wokalisty Smolastego, promujący jego album studyjny o tym samym tytule Fake Love. Gościnnie w utworze udzielił się raper Białas. Wydawnictwo ukazało się 17 maja 2018 roku, na kanale artysty.
Za produkcję odpowiedzialny jest duet MIYO.  Kompozycja była promowana teledyskiem, za reżyserię odpowiada Piotr Zajączkowski.
Nagranie uzyskało status czterokrotnie platynowej płyty.

## Lista utworów
Opracowano na podstawie materiału źródłowego
1. „Fake Love” (gościnnie Białas) - 2:59

## Notowania

### Listy airplay
| Autor                           | Notowanie     | Najwyższa pozycja |
| ------------------------------- | ------------- | ----------------- |
| Związek Producentów Audio-Video | AirPlay – Top | 68                |

### Listy przebojów
| Autor      | Notowanie | Najwyższa pozycja |
| ---------- | --------- | ----------------- |
| Radio Eska | Gorąca 20 | 18                |